# 공주와 완두콩

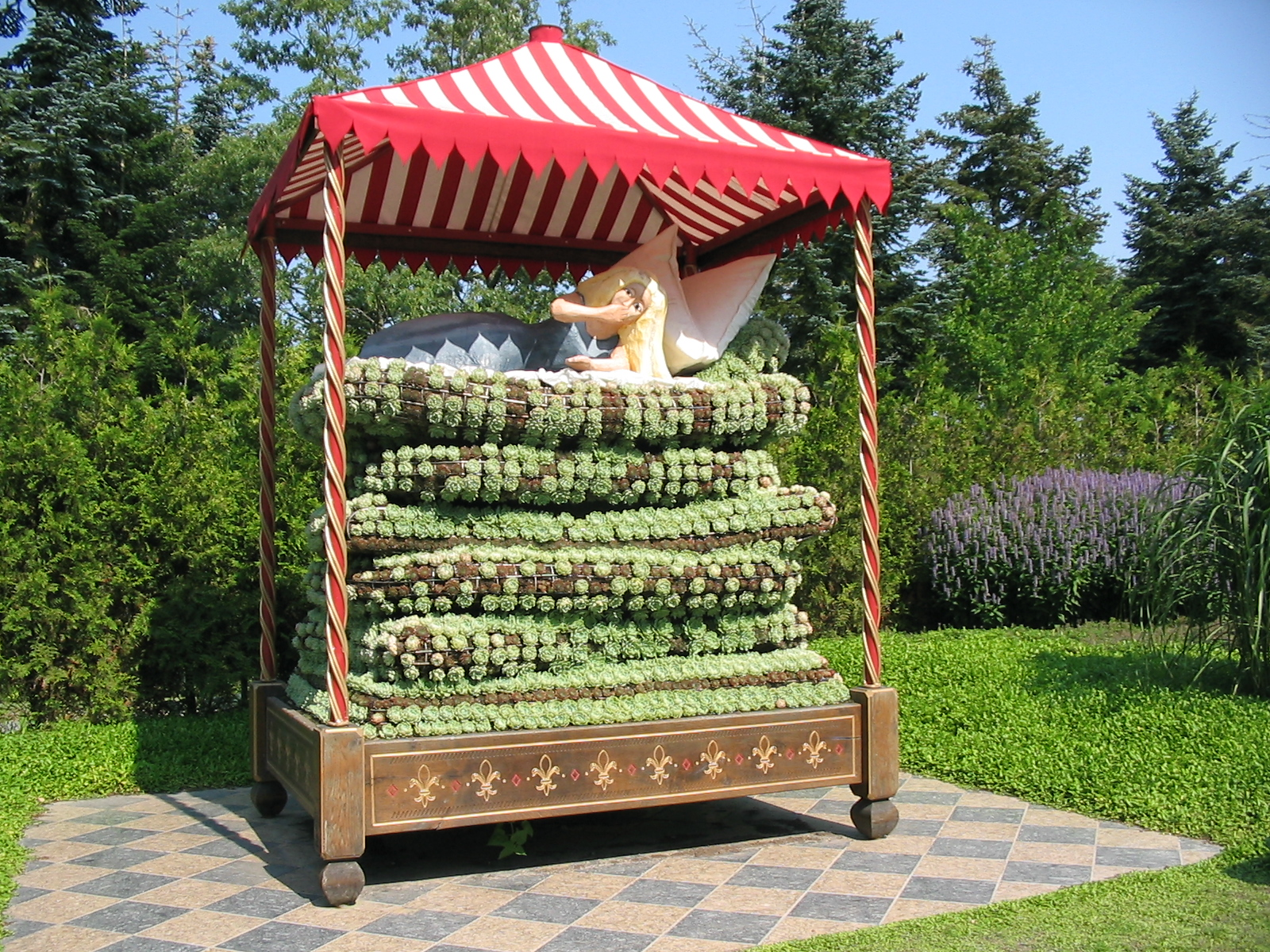
완두콩 위에 잠든 공주(덴마크 예스퍼프스 놀이공원)

공주와 완두콩(公主와 豌豆콩, 덴마크어: Prindsessen paa Ærten, 영어: The Princess and the Pea)은 한스 크리스티안 안데르센의 동화 중 하나로, 안데르센의 동화로는 짧은 작품이다.